# Campeonato Sudamericano y Centroamericano de Balonmano Femenino de 2022
El III Campeonato Sudamericano y Centroamericano de Balonmano Femenino se disputó en Buenos Aires, Argentina del 15 de noviembre al 19 de noviembre de 2022. Sirve de clasificación para el Campeonato Mundial de Balonmano Femenino de 2023, al que asistirán los equipos ubicados en el primer y segundo lugar

## Resultados
| Equipo    | J | G | E | P | GF  | GC  | DG  | PTS | Clasificación |
| --------- | - | - | - | - | --- | --- | --- | --- | ------------- |
| Brasil    | 4 | 4 | 0 | 0 | 139 | 72  | +67 | 8   | Mundial 2023  |
| Argentina | 4 | 3 | 0 | 1 | 99  | 78  | +21 | 6   | Mundial 2023  |
| Chile     | 4 | 2 | 0 | 2 | 83  | 105 | -22 | 4   |               |
| Uruguay   | 4 | 1 | 0 | 3 | 87  | 111 | -24 | 2   |               |
| Paraguay  | 4 | 0 | 0 | 4 | 85  | 127 | -42 | 0   |               |

- Resultados[2]

| Fecha | Hora  | Partido   | Partido | Partido   |
| ----- | ----- | --------- | ------- | --------- |
| 15.11 | 17:30 | Paraguay  | 22 - 26 | Chile     |
| 15.11 | 20:00 | Brasil    | 32 - 18 | Uruguay   |
| 16.11 | 17:30 | Chile     | 15 - 34 | Brasil    |
| 16.11 | 20:00 | Argentina | 29 - 17 | Uruguay   |
| 17.11 | 17:30 | Uruguay   | 23 - 24 | Chile     |
| 17.11 | 20:00 | Paraguay  | 17 - 25 | Argentina |
| 18.11 | 17:30 | Brasil    | 47 - 20 | Paraguay  |
| 18.11 | 20:00 | Argentina | 26 - 18 | Chile     |
| 19.11 | 17:30 | Paraguay  | 26 - 29 | Uruguay   |
| 19.11 | 20:00 | Brasil    | 26 - 19 | Argentina |

## Medallero
| Brasil | Argentina | Chile |
| Adriana Cardoso de Castro Ana Paula Rodrigues Bárbara Arenhart Bruna de Paula Fernanda de Lima Francielle da Rocha Gabriela Moreschi Giulia Guarieiro Karoline de Souza Larissa Araújo Lívia Ventura Marcela Arounian Mariana Costa Mariane Fernándes Patrícia Matieli Tamires Frossard Thais Fermo | Antonela Lucía Mena Delfina Ojea Elke Karsten Fátima Ayelén Giuliana Gavilán Graciela García Joana Bolling Macarena Gandulfo Lucía Dalle Crode Luciana Mendoza Macarena Sans Manuela Pizzo Marisol Carratú Micaela Casasola Rocío Campigli Rosario Victoria Urban Sofía Clara Rivadeneira | Alicia Torres Alondra Núñez Antonella Piantini Antonia Contreras Antonia Rebolledo Constanza Paul Francisca Zavala Gabriela Müller Josefa Araya Madeleine Cortez María Elena Correa Pía Pacheco Rocío Gómez Romina Ramírez Sofía Alarcón Valeria Carrasco Valeska Lovera |